# Чубинський Михайло Павлович
Михайло Па́влович Чуби́нський (7 (19) листопада 1871 — 19 січня 1943 ; серб. Чубински Михаило П. / Mihajlo (Mihailo) P. Čubinski) — юрист, спеціаліст із кримінального права та кримінолог, представник соціологічної школи в кримінальному праві та кримінології. Син Павла Чубинського.

## Життєпис
Початкову освіту здобув вдома. Вступив до другої Київської міської гімназії, згодом перейшов до Колегії Павла Галагана, яку закінчив у 1888 р. Після цього вступив на юридичний факультет Київського університету. Вихованець професора Л. С. Білогриць-Котляревського.
У 1893 р. закінчив університет з дипломом першого ступеня та залишився при кафедрі кримінального права і кримінального судоустрою та судочинства для приготування до професорського звання як стипендіат власним коштом.
У 1896 р. виклав результати свого кількарічного дослідження у книзі «Зворотна дія кримінального закону». Це дослідження лягло в основу майбутньої магістерської дисертації вченого.
У 1897 р. склав магістерські іспити та отримав звання приват-доцента. За відсутності захищеної магістерської дисертації, був запрошений Білогриць-Котляревським для викладання протягом «весняного півріччя» 1898 р. факультативного курсу «Нові течії в науці кримінального права і процесу».
У квітні 1898 р. вирушив у закордонне відрядження. Працював у бібліотеках західноєвропейських університетів, слухав лекції відомих вчених-криміналістів (зокрема, Ліста, Ламмаша, Вальберга), вивчав постановку практичних занять зі студентами, а також знайомився з діяльністю каральних установ.
Навесні 1899 р. перервав закордонне відрядження, щоб обійняти посаду приват-доцента Демидівського юридичного ліцею. Через кілька місяців знов виїхав за кордон, продовжуючи заняття в університетах Берліна, Брюсселя і Лондона. Після поверненні до Росії опублікував у 1900 р. наукову працю «Мотив злочинної діяльності та його значення в кримінальному праві», в тому ж році захистив її як магістерську дисертацію в Московському університеті.
У 1901 р. став штатним доцентом кафедри кримінального права Демидівського юридичного ліцею (Ярославль), а у 1902 р. — екстраординарним професором. В цей період брав активну участь у засіданнях Ярославського юридичного товариства
У 1902 р. відбув у наукове відрядження за кордон, по поверненні з якого у 1903 р., за клопотанням юридичного факультету Харківського університету, перевівся на нього на посаду екстраординарного професора. Викладав курс кримінального права.
Був делегатом Міжнародного конгресу криміналістів, що відбувся в Санкт-Петербурзі в 1902 р. У 1905 р. брав участь у Міжнародному конгресі тюрьмознавців в Будапешті, обирався головою Російської групи Міжнародного союзу криміналістів, а також був членом Товариства слов'янського наукового об'єднання.
У 1906 р. був обраний директором Демидівського юридичного ліцею. Одночасно обіймав кафедру кримінального права в Олександрівській Військово-юридичній академії у Петербурзі та розпочав читати лекції з курсу кримінальної політики на юридичному факультеті Санкт-Петербурзького університету.
Інтереси Чубинського не обмежувались виключно правознавством. У 1894—1898 рр. був членом правління Літературно-художнього товариства і членом Київського драматичного товариства. У 1902 р. став членом правління Товариства грамотності в Харкові, а з 1903 р. — головою шкільно-педагогічного комітету, створеного цим товариством, у 1904—1905 рр. — головою Товариства грамотності. Був віце-президентом Товариства слов'янської наукової єдності, а згодом — президентом. Був членом партії народної свободи (конституційно-демократичної), за винятком короткотривалої перерви, коли вийшов із кадетської партії, примкнувши до партії прогресистів. На другому з'їзді партії кадетів був обраний членом її центрального комітету.
З 1894 р. Чубинський був постійним співробітником газети «Киевское слово», у 1899—1902 рр., після переїзду до Ярославля, — співробітником та членом редакційної колегії газети «Северный край». В 1905—1906 рр. працював в Харкові в газетах «Мир», «Утро», «Накануне», «Волна» тощо. Після переїзду до Петербургу працював у газетах «Страна», «Биржевые ведомости», з 1916 р. — у газеті «Русская Воля».
На початку 1917 р. Чубинський був професором Олександровського ліцею та Вищих жіночих курсів (Бестужевських) у Петрограді, одночасно був професором Юр'ївського університету (Тарту). Восени цього ж року, після створення на юридичному факультеті Петроградського університету кафедри кримінальної політики, був обраний по цій кафедрі зверхштатним ординарним професором.
Після лютневої революції 1917 р. Чубинський був членом ЦК кадетської партії, залучався Міністерством юстиції до законодавчої роботи, обіймав посаду голови підкомісії із злочинних діянь, що вчинялися шляхом друку, а також голови секції з розробки питання про судовий стаж, судейську кар'єру, права і переваги суддів, нагляд і дисциплінарну відповідальність. В травні 1917 р. Чубинський був призначений сенатором Кримінально-касаційного департаменту Урядуючого Сенату. Одночасно він був членом редакції та завідувачем юридичного відділу газети «Русская Воля».
У 1917 р Чубинський залишив кафедру в Юр'єві через призначення його сенатором Кримінального касаційного департаменту. Восени того ж року знову обраний професором Олександрівської військово-юридичної академії. Після знищення в Петрограді Урядового Сенату виїхав з Петрограда з дозволу факультету і ректора на весняний семестр. У березні та квітні на запрошення Харківського комерційного інституту прочитав для його слухачів короткий курс кримінального права.
У скликаній при Міністерстві народної освіти Комісії зі складання університетського статуту був обраний головою підкомісії про учнів; в Комісії з перегляду судових статутів, яка працювала в 1917 р. при Міністерстві юстиції, очолював підкомісію про судову службу, був також головою підкомісії про злочини преси в комісії з перегляду кримінального уложення.
Жовтневий переворот 1917 р. Чубинський не прийняв. Він поїхав із Петрограду до Москви, а потім звідти до Києва. З 8 травня 1918 р. був міністром юстиції в уряді гетьмана Скоропадського, водночас у травні — липні 1918 р. виконував обов'язки заступника прем'єр-міністра Ради міністрів. Мав статус генерального прокурора. Брав участь у діяльності комісії, що готувала законопроєкт про заснування Всеукраїнської академії наук.
На початку травня 1918 р. Чубинський намагався повернутися до Київського університету на посаду зверхштатного ординарного професора та подав відповідну заяву, кафедра кримінального права обрала його на цю посаду, проте у червні Рада юридичного факультету не надала більшості голосів за його кандидатуру.
У серпні 1918 р. Чубинський за станом здоров'я подав у відставку та переїхав до Новочеркаську, звідти до Ростова, а потім — до Катеринодару і Одеси. Викладав у вищих навчальних закладах, виступав з науково-популярними лекціями. Пристав до Добровольчої армії, обійняв посаду обер-прокурора.
У березні 1920 р. емігрував до Королівства сербів, хорватів, словенців. На посаді екстраординарного професора у Белградському університеті читав курс кримінальної політики. Водногчас працював в Постійній законодавчій раді при Міністерстві юстиції Королівства сербів, хорватів, словенців, а пізніше — комісії з виробітки проєкту нового Кримінального уложення і проєкту нового статуту кримінального судочинства Югославії.
З 1922 р. обіймав посаду ординарного професора по кафедрі кримінального права філії Белградського університету, що була у місті Суботиця.
У 1925 р. за сприяння Чубинського в Белграді були засновані інститут криміналістики та музей при ньому. У цей період Чубинський підготував та опублікував сербською мовою праці «Задачі об'єднання Кримінального уложення» (1921), Реформа кривичног законодавства Краљевине С.Х.С. (Архив за правне и друштвене науке књ. 4, св. 2. Београд: Издавачка књижарница Геце Кона, 1922), «Нові судові реформи» (1924), «Викладання кримінальних наук і потреба у створенні нових установ» (1924). Спільно з сербським криміналістом Томою Живановичем М. Чубинський розробив проєкт Кримінального кодексу Королівства Югославія (підписаний королем Олександром І Карагеоргієвичем 27 січня 1929 р.) і написав науково-практичний коментар до цього Кодексу.
Чубинський був одним із ініціаторів створення Товариства російських вчених і Російської академічної групи в Белграді, а також Союзу російських юристів у Суботиці, увійшов до складу Союзу російських письменників і журналістів та був обраний членом його Правління. Був ініціатором проведення Днів російської культури в Суботиці. Співпрацював з газетами «Русская мысль», «Русское дело», «Россия», журналами «Призыв», «Борьба за Россию».
У 1929 р. в Белграді відсвяткували 35-річний ювілей його наукової діяльності Чубинського, була видана книга «Професор М. П. Чубинський і 35-річчя його наукової, літературної та громадської діяльності».
Разом з дружиною Анною Чубинською похований на Новому кладовищі в Белграді.
У 2009 р. у Белградському університеті було встановлено пам'ятну дошку, на якій названо 12 імен російських вчених, що працювали на юридичному факультеті Белградського університету протягом 1919—1950 років. Серед них є ім'я Чубинського.